# St. Nikolaus (Rurkempen)
Koordinaten: 51° 5′ 38″ N, 6° 5′ 59″ O
Die römisch-katholische Kirche St. Nikolaus befindet sich im Ortsteil Kempen (früher Rurkempen) der Stadt Heinsberg in Nordrhein-Westfalen.

## Lage
Die Kirche ist der Mittelpunkt des Ortes. Sie steht an der Ecke Oberstraße/Nikolausstraße. In direkter Nachbarschaft befindet sich das Pfarrhaus, das Pfarrbüro und das Chörchen der alten Kirche.

## Geschichte
Bei einer Visitation des Kölner Erzbischofs Philippus Krementz im Jahr 1889 regte dieser den Neubau einer Kirche an. Der 1895 gegründete St.-Nikolaus-Bauverein beschaffte ein günstiges Baugrundstück. Am 10. Juni 1900 wurde der Grundstein zu dem von Anton Becker und Jakob Stumpf entworfenen Plan gelegt. Am 26. August 1901 war die feierliche Weihe der Kirche zhu Ehren des heiligen Bischofs Nikolaus von Myra. 1903 wurde die alte Kirche bis auf das gotische Chor (Architektur)Chörchen abgebrochen.
Im Januar 1945 sprengten deutsche Truppen den Turm und zerstörten so auch die Kirche. Der Wiederaufbau der Kirche erfolgte bis 1950. Aus finanziellen Gründen wurde der Turm erst 1960 errichtet. Am 12. April 1964 wurde der neue Altar geweiht.
Mit anderen Pfarrgemeinden bildet St. Nikolaus heute die Gemeinschaft der Gemeinden (GdG) Heinsberg-Waldfeucht im Bistum Aachen.

## Architektur
Das Gebäude ist ein dreischiffiger Backsteinbau mit einem hohen Querschiff, einem fünfseitig geschlossenen Hauptchor und zwei geraden Nebenchören. Die drei Joche des Mittelschiffes und das Querhaus haben Rabitzgewölbe, der Chor und die Seitenschiffe besitzen spitzbogige Kreuzrippengewölbe. Die Kirche ist nach Süden ausgerichtet. Der viergeschossige Turm ist mit einem Pyramidendach bedeckt, das von einem Turmkreuz und einem Wetterhahn bekrönt ist.

## Ausstattung
- In der Kirche Assistenzfiguren zum Kruzifix von 1781, Maria und Johannes trauernd, maasländisch, Holz.[1]
- Die Orgel mit elf Registern und elektrischer Traktur aus dem Jahr 1953 wurde von der Firma Seifert aus Köln gebaut. Hinzugebaut wurden 1973 sieben Register von der Firma Heinz Wilbrand aus Übach-Palenberg.
- Im Kirchturm befinden sich fünf Glocken aus den Jahren 1890 und 1966.[2]
- Die Kirche besitzt eine Buntverglasung.[3]
- In der Kirche stehen ein Altar, ein Taufstein, ein Chorkreuz, zwei Seitenaltäre, Kreuzwegstationen und mehrere Heiligenfiguren.
- Der Paramentenschatz der Pfarrgemeinde St. Nikolaus Rurkempen[4]

## Galerie

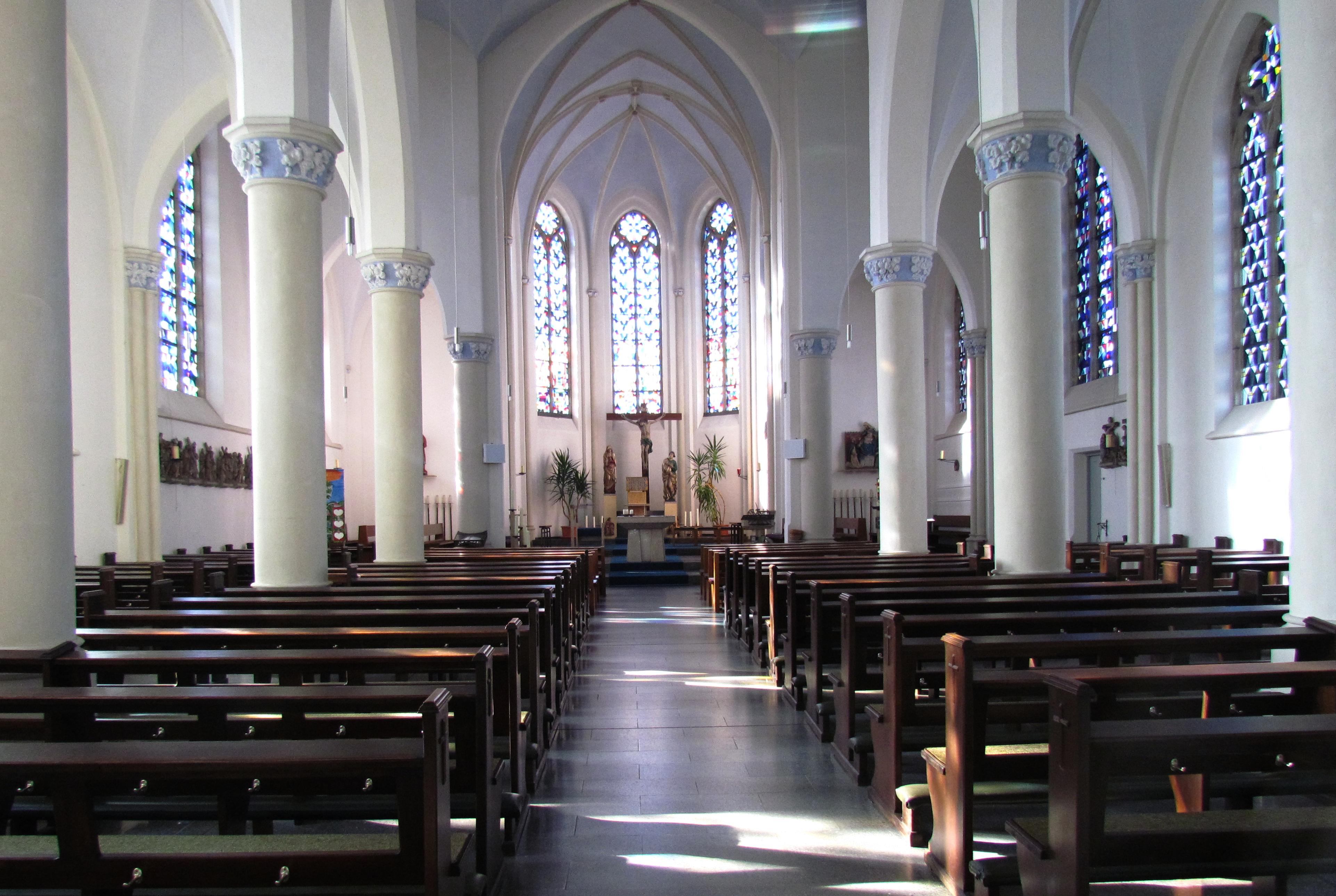
Gesamtansicht
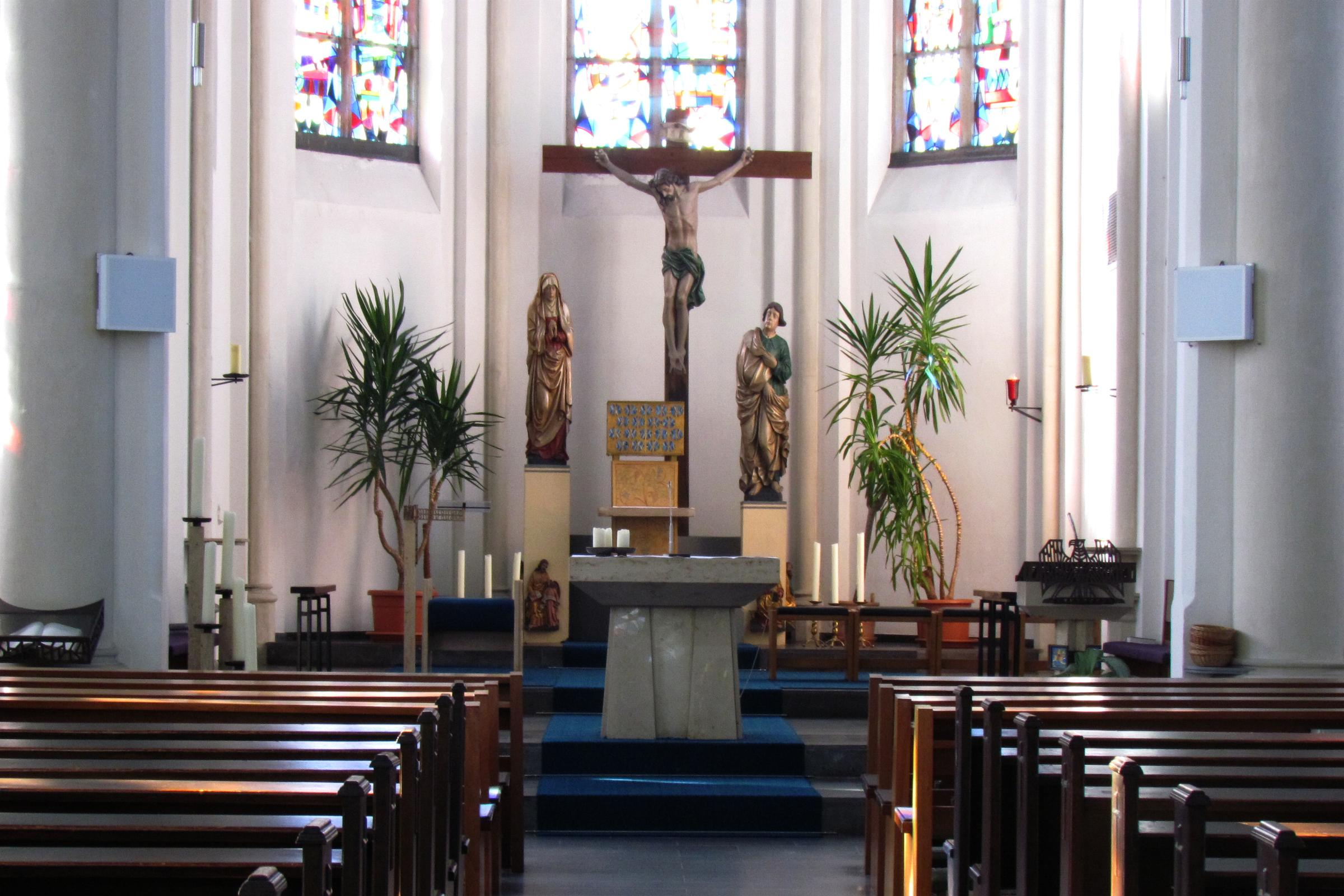
Choransicht
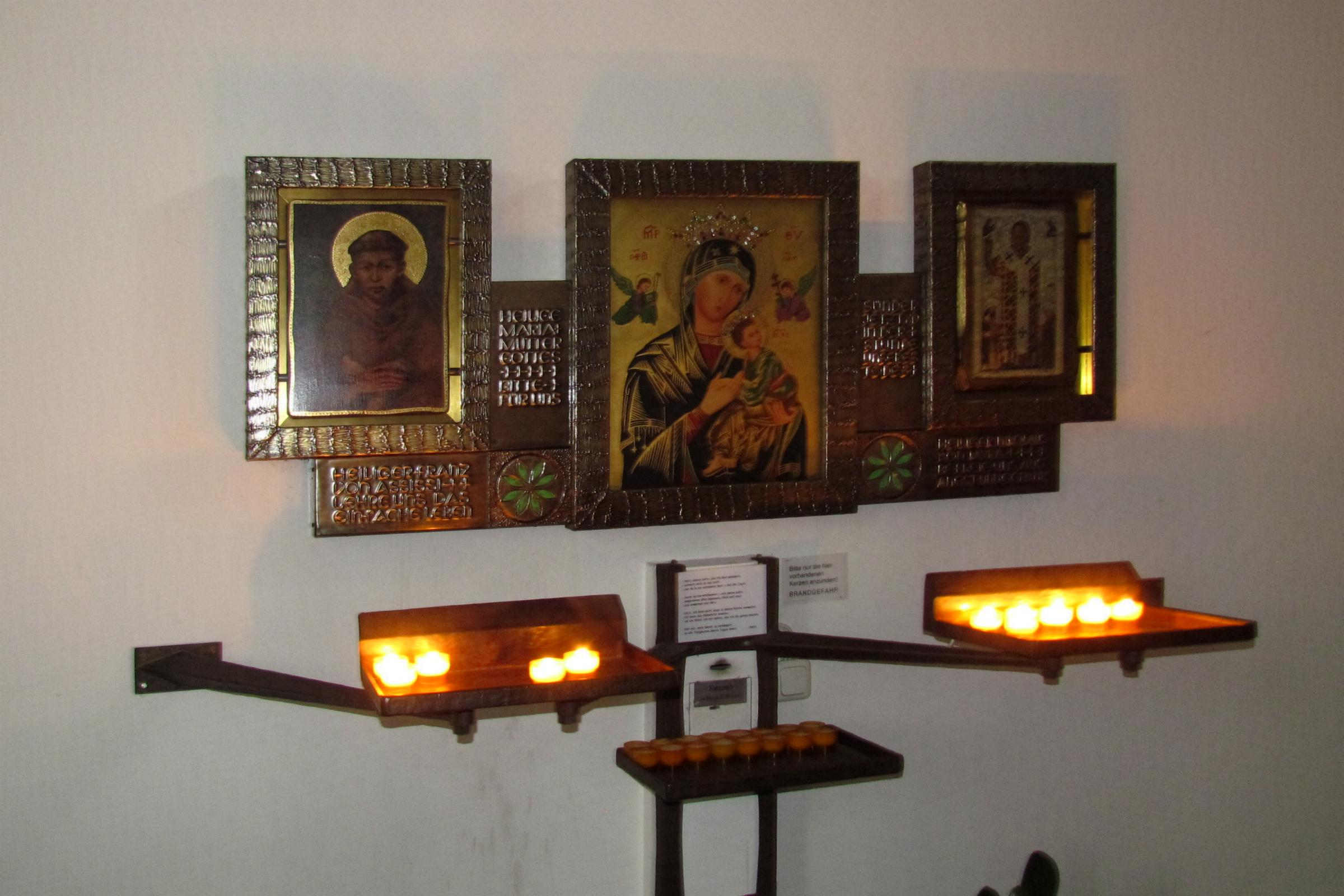
Marienverehrung
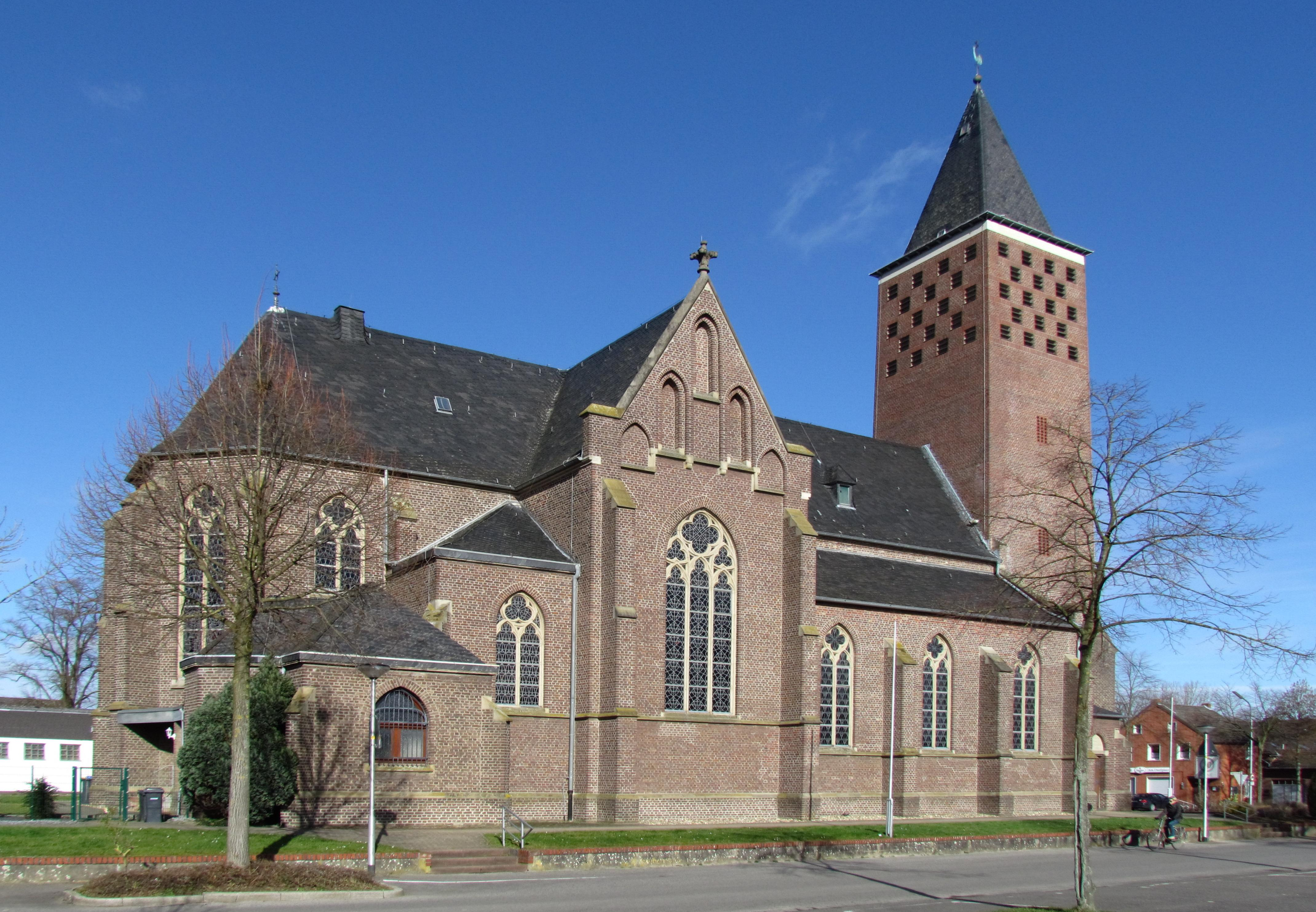
Außenansicht
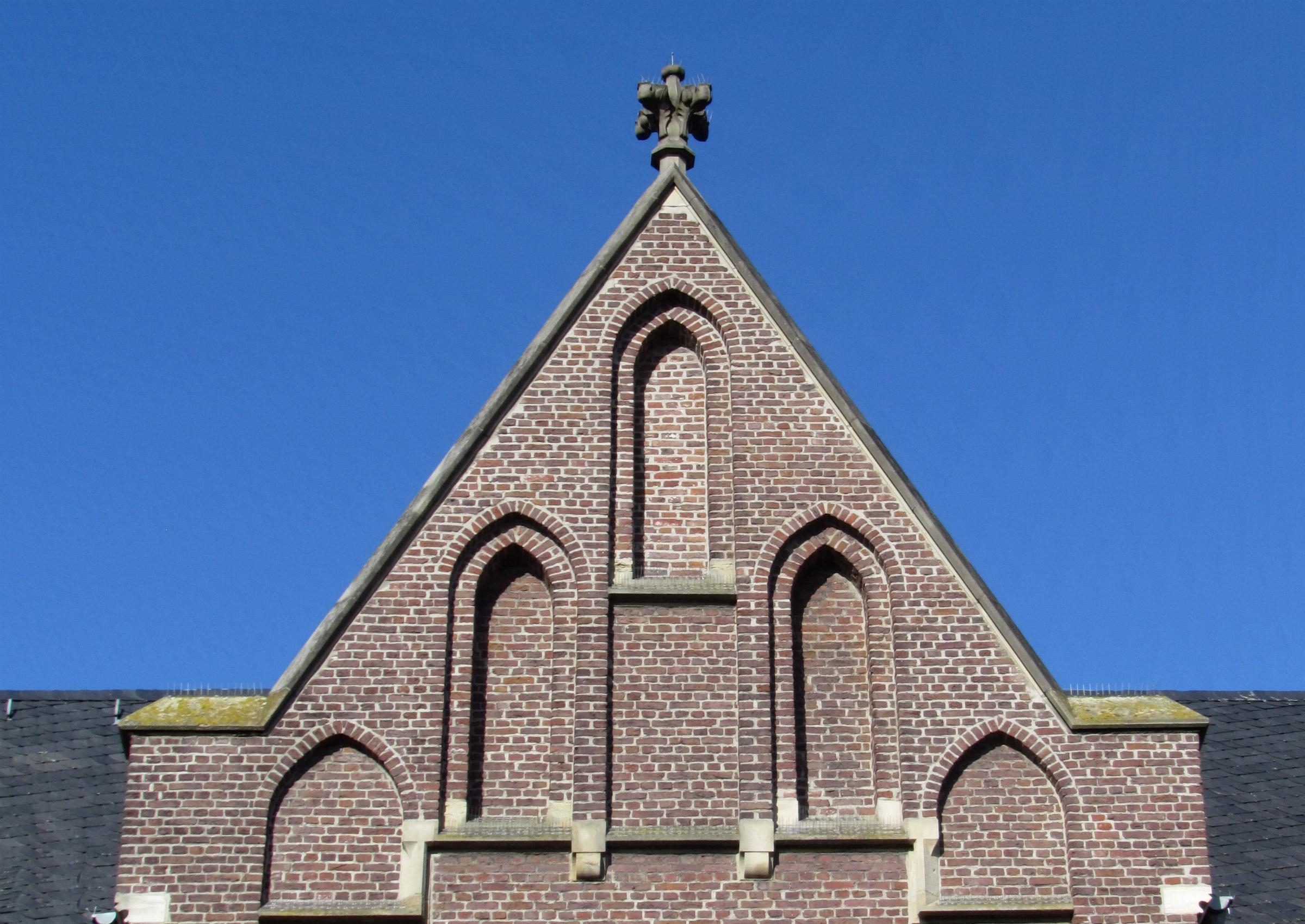
Blendnischen in Giebel
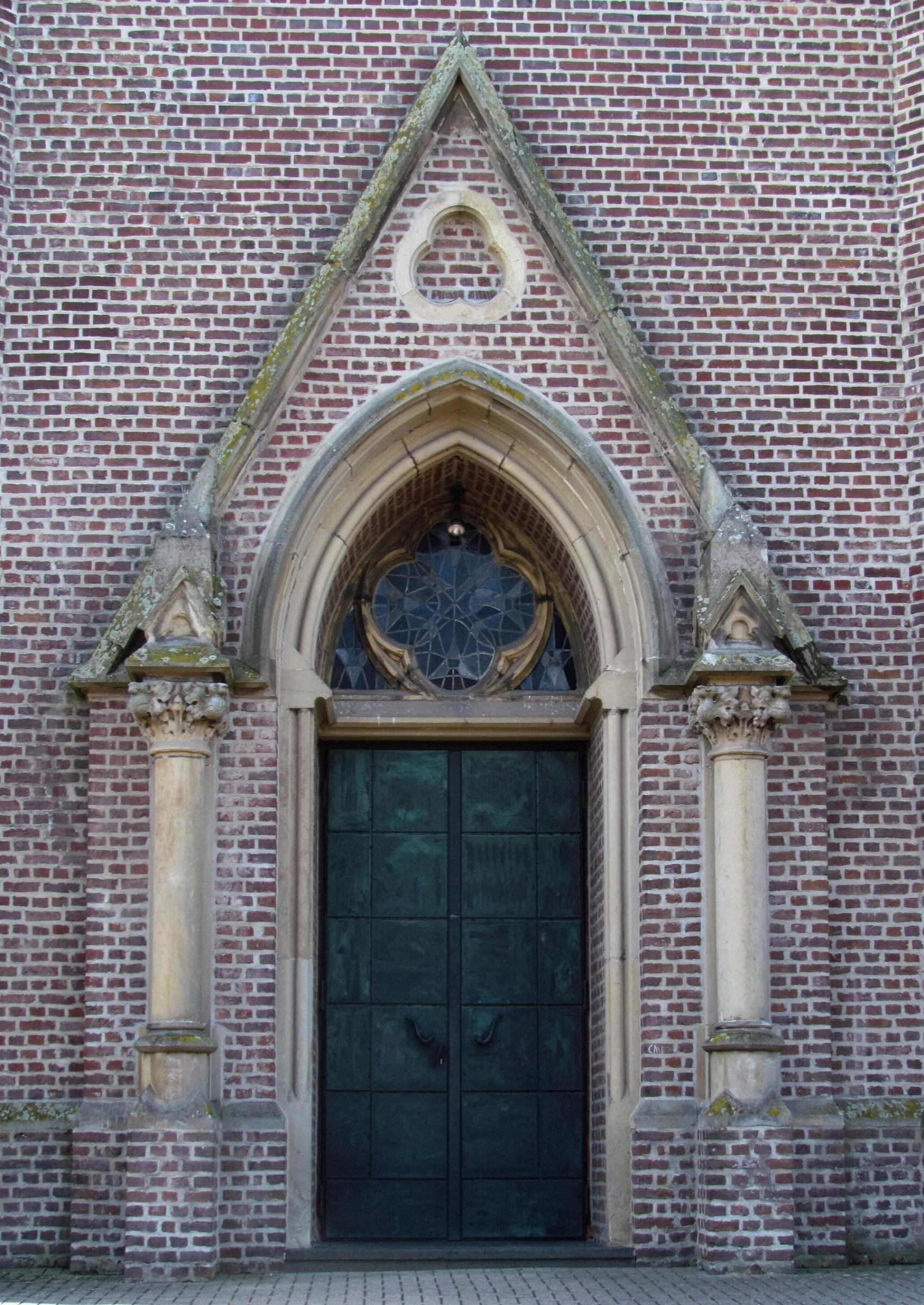
Eingangsportal
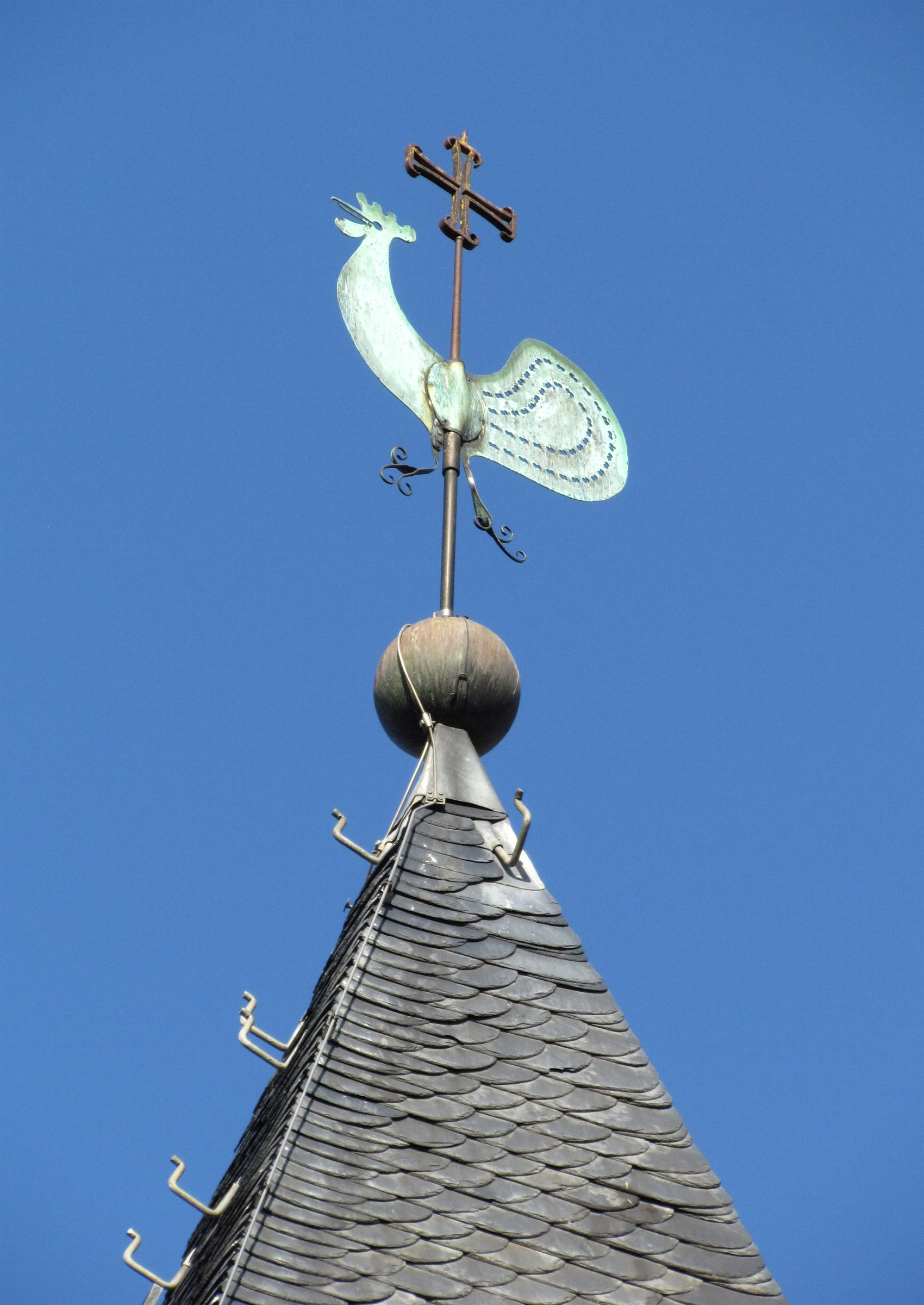
Wetterhahn
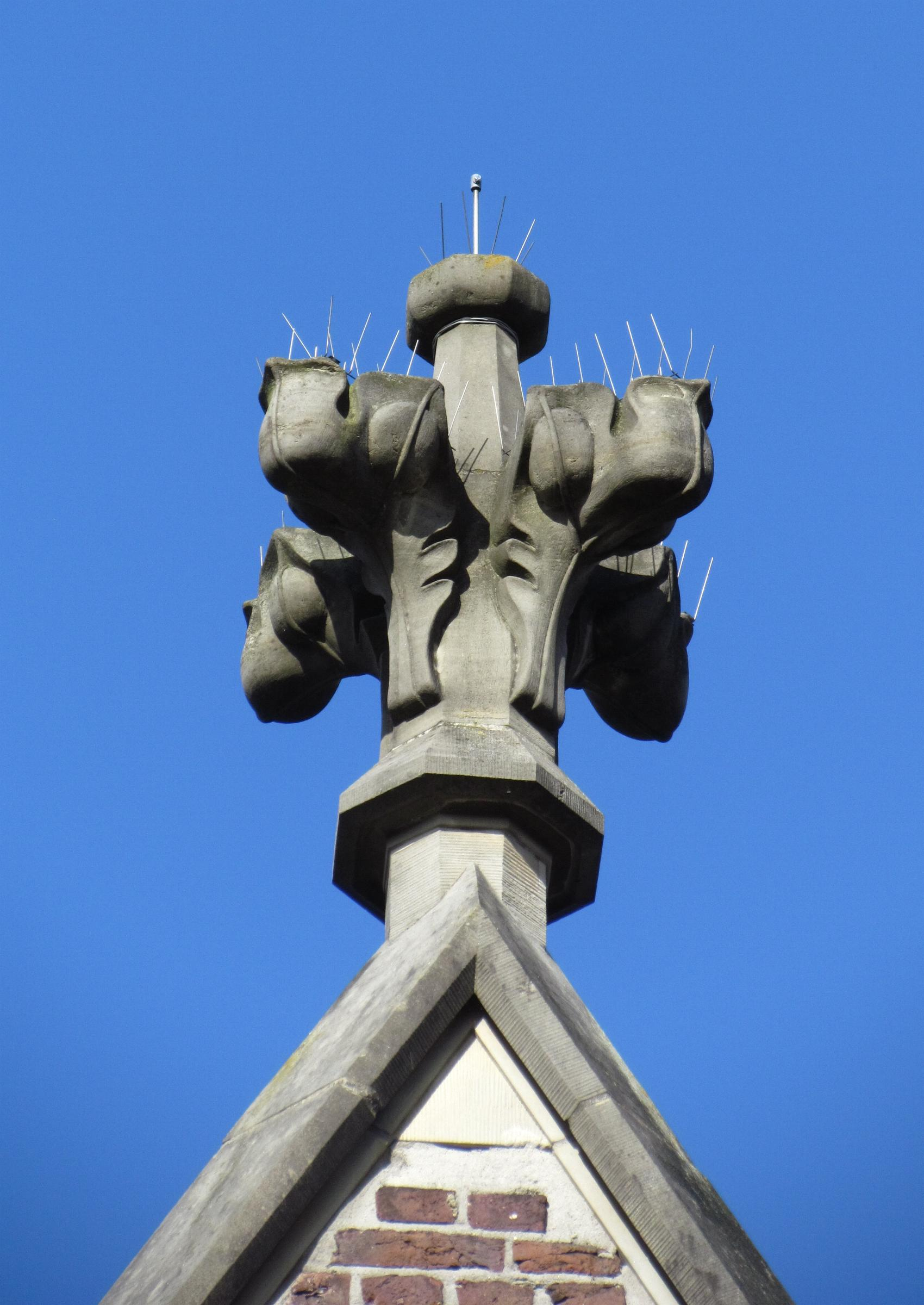
Giebelblume